# Chrysomya tagulai
Chrysomya tagulai är en tvåvingeart som beskrevs av Kurashashi 1987. Chrysomya tagulai ingår i släktet Chrysomya och familjen spyflugor. Inga underarter finns listade i Catalogue of Life.